# Grąsy

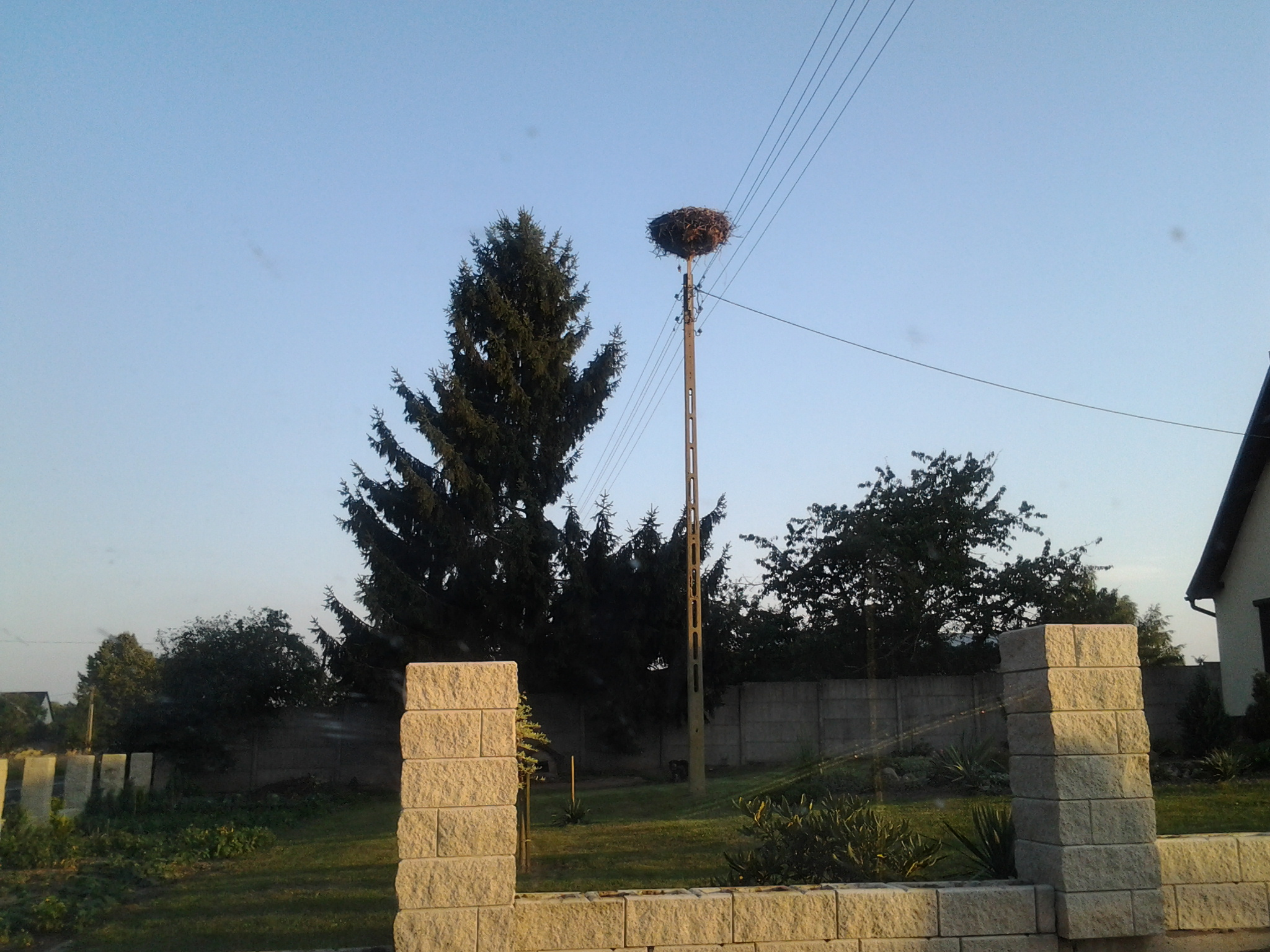
Storchennest in Grąsy

Grąsy (deutsch: Gramsfelde) ist ein Dorf in Polen in der Woiwodschaft Lebus, im Powiat Strzelecko-Drezdenecki, in der Gemeinde Dobiegniew.
Im Osten des Dorfkerns befindet sich eine Siedlung, in der fünf Familien leben.

## Geschichte
Gramsfelde war Anfang der 1930er Jahre ein Wohnort in der ehemaligen Stadt Woldenberg im Kreis Friedeberg in der Provinz Brandenburg. Bei der Verwaltungsreform am 1. Oktober 1938 kam der Kreis Friedeberg und damit auch der Wohnort Gramsfelde an die Provinz Pommern. Im März 1945 wurde Gramsfelde wie das ganze Gebiet um Woldenburg von der Roten Armee besetzt.
Die überwiegend deutsche Bevölkerung wurde nach dem Zweiten Weltkrieg vertrieben und durch polnische Bürger ersetzt.
In den Jahren 1975 bis 1998 war der Ort administrativ Teil der Woiwodschaft Gorzów Wielkopolski.

## Denkmäler
Nach dem Register des Nationalen Instituts für Denkmalpflege umfasst die Liste der Denkmäler:
- Herrenhaus, aus dem 19. Jahrhundert
- ländliches Gebäude von 1880, neben dem Herrenhaus[5]
- Mühle, aus dem späten 19. Jahrhundert